# Dženan Pejčinović
Dženan Pejčinović (Monaco di Baviera, 15 febbraio 2005) è un calciatore tedesco con cittadinanza montenegrina, attaccante del Wolfsburg.

## Carriera

### Club
Ha iniziato a giocare a calcio nel Bayern Monaco prima di passare all'Augusta nel 2017. Nel 2022 è entrato a far parte del settore giovanile del Wolfsburg che lo ha inserito nella squadra Under-19.
Il 27 maggio 2023 ha debuttato in prima squadra sostituendo Yannick Gerhardt nei minuti finali dell'incontro di Bundesliga perso 2-1 contro l'Hertha Berlino.
Nell'estate del 2024 viene ceduto in prestito nella seconda divisione tedesca al Fortuna Düsseldorf.

### Nazionale
Ha giocato nella nazionale montenegrina Under-15 e nelle nazionali tedesche Under-16, Under-17, Under-18, Under-19 ed Under-20.

## Statistiche

### Presenze e reti nei club
Statistiche aggiornate al 10 febbraio 2024.
| Stagione        | Squadra         | Campionato      | Campionato | Campionato | Coppe nazionali | Coppe nazionali | Coppe nazionali | Coppe continentali | Coppe continentali | Coppe continentali | Altre coppe | Altre coppe | Altre coppe | Totale | Totale |
| Stagione        | Squadra         | Comp            | Pres       | Reti       | Comp            | Pres            | Reti            | Comp               | Pres               | Reti               | Comp        | Pres        | Reti        | Pres   | Reti   |
| --------------- | --------------- | --------------- | ---------- | ---------- | --------------- | --------------- | --------------- | ------------------ | ------------------ | ------------------ | ----------- | ----------- | ----------- | ------ | ------ |
| 2022-2023       | Wolfsburg       | BL              | 1          | 0          | CG              | 0               | 0               |                    | -                  | -                  |             | -           | -           | 1      | 0      |
| 2023-2024       | Wolfsburg       | BL              | 4          | 0          | CG              | 0               | 0               |                    | -                  | -                  |             | -           | -           | 4      | 0      |
| Totale carriera | Totale carriera | Totale carriera | 5          | 0          |                 | 0               | 0               |                    | -                  | -                  |             | -           | -           | 5      | 0      |